# Inferno (knjiga)
Inferno je knjiga objavljena 2013., čiji je autor poznati američki pisac Dan Brown. Misteriozni triler i četvrta knjiga Dana Browna koja prati sveučilišnog profesora Roberta Langdona u još jednoj zanimljivoj pustolovini, nakon poznatih naslovą: Anđeli i demoni, Da Vincijev kod i Izgubljeni Simbol. Knjiga je objavljena 14. svibnja 2013 godine, deset godina nakon objave Da Vincijeva koda od izdavača Doubleday. Djelo se našlo na listi najprodavanijih knjiga New York Times-a  tiskanih i e-izdanja prvih jedanaest tjedana od objavljivanja, a zadržalo se na listi e i-izdanja sedamnaest tjedana nakon objave. Po istoimenom romanu snimljen je i film koj se prvi put prikazao u SAD-u 28. listopada 2016. godine.